# Tobacco Road (football américain)
| Tobacco Road                      |                                                        |
| Wolfpack NC State                 | Duke Blue Devils                                       |
| Nortth Carolina Tar Heels         | Wake Forest Demon Deacons                              |
| 0Sport : 0Création : 0Catégorie : | 0Football américain 01924 0Universitaire               |
| 0Lieu(x) :                        | - Allegacy Federal Credit Union Stadium, Winston-Salem |

La Tobacco Road est une rivalité en football américain universitaire (mais principalement en basket-ball) opposant quatre équipes situées en Caroline du Nord et membres de l'Atlantic Coast Conference (ACC) de la NCAA Division I FBS soit les 
- Tar Heels de l'université de Caroline du Nord basée à Chapel Hill ;
- Blue Devils de l'Université Duke basée à Durham ;
- Wolfpack de l'université d'État de Caroline du Nord basée à Raleigh ;
- Demon Deacons de l'université de Wake Forest basée à Winston-Salem[1].

North Carolina, Duke et NC State se situent dans le Research Triangle et sont distantes de moins de 40 km (25 miles). Avant de s'installer à Winston-Salem en 1956, l'université de Wake Forest se trouvait dans la ville de Wake Forest de la même région, au nord-est de Raleigh.
Ces universités sont historiquement et toujours actuellement considérées comme de puissants programmes au niveau des sports universitaires et plus particulièrement en basket-ball. La proximité des universités et leur appartenance à l'ACC, associées à leur réputation de prestigieuses académiques et pôles de recherche et d'innovation, ont créé une rivalité naturelle entre les étudiants, les fans et les anciens élèves.

## Histoire
Bien que la rivalité du Tobacco Road concerne principalement le basket-ball, le football américain entre ces programmes est également compétitif.
Les quatre universités ont partagé ou remporté un total de 32 championnats de conférence (20 en ACC et 12 en SoCon). Jusqu'en 2023, NC State était la seule université des quatre à ne pas avoir disputé une finale de conférence ACC depuis que celle-ci avait adopté un format de division en 2005. Ce format a séparé les quatre universités, Wake Forest et NC State étant membres de l'Atlantic Division, tandis que Duke et UNC étaient dans la Coastal Division. Wake Forest et Duke étaient des rivaux « permanents entre divisions », ce qui signifie que ces universités se rencontraient chaque année, tout comme North Carolina et NC State. Les matchs Wake – North Carolina et Duke – NC State ont été joués deux ans sur douze, à l'exclusion des affrontements supplémentaires joués en tant que matchs hors conférence. Après la suppression des divisions de l'ACC en 2023, un système de planification de rivalité protégée a été adopté. Les quatre équipes ont les trois autres universités du Tobacco Road comme rivales, à l'exception des matchs entre Wake et North Carolina.
Fin de saison 2023, les quatre universités n'ont eu que 5 joueurs et aucun entraîneur intronisés Pro Football Hall of Fame. Ils ont cependant eu 15 joueurs et 6 entraîneurs intronisés au College Football Hall of Fame.
La plus ancienne des rivalités de football américain entre les quatre universités est celle entre North Carolina et Wake Forest. Leur première rencontre s'est déroulée le 10 octobre 1888 et a été le premier match de football américain intercollégial de Caroline du Nord.

## Palmarès
| North Carolina | Wake Forest | Duke | North Carolina State | Titres partagés | Match nul ou pas de match |

| North Carolina (31) | Duke (27) | NC State (20) | Wake Forest (14)                                                                      |
| 1928, 1929, 1930 1931, 1934, 1937 1947†, 1948, 1949 1959, 1963, 1964† 1971, 1972, 1976† 1977, 1980, 1981 1983, 1993, 1994 1995, 1996, 1997 1998, 2004*, 2011†* 2015*, 2020, 2021†* | 1932, 1933, 1935 1936, 1938, 1939 1943*, 1944†*, 1945* 1952*, 1953, 1954 1955, 1956, 1958 1960†, 1961, 1962 1969, 1985†, 1989 2012*, 2013*, 2017* 2023†*, 2024 | 1927, 1957, 1965† 1966*, 1967, 1968 1973, 1978, 1986 1988, 1990, 1991 1992, 2000, 2002 2008*, 2010*, 2014* 2016*, 2022* | 1924, 1950, 1951 1970, 1975, 1984 1987, 1999†, 2003† 2006*, 2007*, 2009* 2018*, 2019* |
| * Saison où les équipes ne se sont pas toutes rencontrées. † En cas d'égalité, le vainqueur est celui qui a remporté le face-à-face.                                               | | |                                                                                       |

| Saison | Vainqueur           | Bilan                                      | NC - NCS,    | NC - Duke, | NC - WF,     | NCS - Duke,  | NCS - WF,  | Duke - WF,   |
| ------ | ------------------- | ------------------------------------------ | ------------ | ---------- | ------------ | ------------ | ---------- | ------------ |
| 1924   | Wake Forest         | WF 3–0, UNC 2–1, NCSU 1–2, Duke 0–3        | NC 10–0      | NC 6–0     | WF 7–6       | NCS 14–0     | WF 12–0    | WF 32–0      |
| 1925   | UNC, NCSU, WF       | NC 2–1, NCSU 2–1, WF 2–1, Duke 0–3         | NC 17–0      | NC 41–0    | WF 6–0       | NCS 13–0     | NCS 6–0    | WF 21–3      |
| 1926   | UNC, NCSU, WF       | NC 2–1, NCSU 2–1, WF 2–1, Duke 0–3         | NC 12–0      | NC 6–0     | WF 13–0      | NCS 26–19    | NCS 7–3    | WF 21–0      |
| 1927   | NC State            | NCS 3–0, UNC 1–2, Duke 1–2, WF 1–2         | NCS 19–6     | NC 18–0    | WF 9–8       | NCS 20–18    | NCS 30–7   | Duke 32–6    |
| 1928   | North Carolina      | NC 2–0–1, Duke 2–1, NCSU 1–1–1, WF 0–3     | Nul 6–6      | NC 14–7    | NC 65–0      | Duke 19–12   | NCS 37–0   | Duke 38–0    |
| 1929   | North Carolina      | NC 3–0, Duke 2–1, NCSU 1–2, WF 0–3         | NC 32–0      | NC 48–7    | NC 48–0      | Duke 14–12   | NCS 8–6    | Duke 20–0    |
| 1930   | North Carolina      | NC 2–0–1, Duke 1–0–2, WF 1–2, NCSU 0–3     | NC 13–6      | Nul 0–0    | NC 13–7      | Duke 18–0    | WF 7–0     | Nul 13–13    |
| 1931   | North Carolina      | NC 2–0–1, Duke 1–1–1, WF 1–2, NCSU 1–2     | NC 18–15     | Nul 0–0    | NC 37–0      | NCS 14–0     | WF 6–0     | Duke 28–0    |
| 1932   | Duke                | Duke 2–1, UNC 1–1–1, NCSU 1–1–1, WF 0–1–2  | NC 13–0      | Duke 7–0   | Nul 0–0      | NCS 6–0      | Nul 0–0    | Duke 9–0     |
| 1933   | Duke                | Duke 3–0, UNC 2–1, NCSU 0–2–1, WF 0–2–1    | NC 6–0       | Duke 21–0  | NC 26–0      | Duke 7–0     | Nul 0–0    | Duke 22–0    |
| 1934   | North Carolina      | NC 2–0–1, Duke 2–1, WF 1–2, NCSU 0–2–1     | Nul 7–7      | NC 7–0     | NC 21–0      | Duke 32–0    | WF 13–12   | Duke 28–7    |
| 1935   | Duke                | Duke 3–0, UNC 2–1, NCSU 1–2, WF 0–3        | NC 35–6      | Duke 25–0  | NC 14–0      | Duke 7–0     | NCS 21–6   | Duke 26–7    |
| 1936   | Duke                | Duke 3–0, UNC 2–1, WF 1–2, NCSU 0–3        | NC 21–6      | Duke 27–7  | NC 14–7      | Duke 13–0    | WF 9–0     | Duke 20–0    |
| 1937   | North Carolina      | NC 3–0, Duke 2–1, NCSU 1–2, WF 0–3         | NC 20–0      | NC 14–6    | NC 28–0      | Duke 20–7    | NCS 20–0   | Duke 67–0    |
| 1938   | Duke                | Duke 3–0, UNC 2–1, NCSU 1–2, WF 0–3        | NC 21–0      | Duke 14–0  | NC 14–6      | Duke 7–0     | NCS 19–7   | Duke 7–0     |
| 1939   | Duke                | Duke 3–0, UNC 2–1, WF 1–2, NCSU 0–3        | NC 17–0      | Duke 13–3  | NC 36–6      | Duke 28–0    | WF 32–0    | Duke 6–0     |
| 1940   | UNC, Duke, WF       | NC 2–1, Duke 2–1, WF 2–1, NCSU 0–3         | NC 13–7      | NC 6–3     | WF 12–0      | Duke 42–6    | WF 20–14   | Duke 23–0    |
| 1941   | Duke                | Duke 3–0, WF 2–1, NCSU 1–2, UNC 0–3        | NCS 13–7     | Duke 20–0  | WF 13–0      | Duke 55–6    | WF 7–0     | Duke 43–14   |
| 1942   | UNC, NCSU, Duke, WF | NC 1–1–1, NCSU 1–1–1, Duke 1–1–1, WF 1–1–1 | NCS 21–14    | Nul 13–13  | NC 6–0       | Duke 47–0    | Nul 0–0    | WF 20–7      |
| 1943   | Duke*               | Duke 2–0, WF 1–0, UNC 1–1, NCSU 0–2        | NC 27–13     | Duke 14–7  | Pas de match | Duke 75–0    | WF 54–6    | Pas de match |
| 1944   | Duke†*              | Duke 2–0, WF 2–0, NCSU 0–1, UNC 0–2        | Pas de match | Duke 14–7  | WF 33–0      | Pas de match | WF 21–7    | Duke 43–0    |
| 1945   | Duke*               | Duke 3–0, WF 2–1, UNC 0–2, NCSU 0–2        | Pas de match | Duke 14–7  | WF 14–13     | Duke 26–13   | WF 19–18   | Duke 26–19   |
| 1946   | UNC, NCSU*          | NC 2–0, NCSU 2–0, Duke 1–2, WF 0–3         | Pas de match | NC 22–7    | NC 26–14     | NCS 13–6     | NCS 14–6   | Duke 13–0    |
| 1947   | North Carolina†     | NC 2–1, Duke 2–1, NCSU 1–2, WF 1–2         | NC 41–6      | NC 21–0    | WF 19–7      | Duke 7–0     | NCS 20–0   | Duke 13–6    |
| 1948   | North Carolina      | NC 3–0, WF 2–1, NCSU 0–2–1, Duke 0–2–1     | NC 14–0      | NC 20–0    | NC 28–6      | Nul 0–0      | WF 34–13   | WF 27–20     |
| 1949   | North Carolina      | NC 3–0, NCSU 1–2, Duke 1–2, WF 1–2         | NC 26–6      | NC 21–20   | NC 28–14     | Duke 14–13   | NCS 27–14  | WF 27–7      |
| 1950   | Wake Forest         | WF 2–0–1, Duke 2–1, UNC 1–2, NCSU 0–2–1    | NC 13–7      | Duke 7–0   | WF 13–7      | Duke 7–0     | Nul 6–6    | WF 13–7      |
| 1951   | Wake Forest         | WF 3–0, Duke 2–1, UNC 1–2, NCSU 0–3        | NC 21–0      | Duke 19–7  | WF 39–7      | Duke 27–21   | WF 21–6    | WF 19–13     |
| 1952   | Duke*               | Duke 3–0, WF 2–1, UNC 0–2, NCSU 0–2        | Pas de match | Duke 34–0  | WF 9–7       | Duke 57–0    | WF 21–16   | Duke 14–7    |
| 1953   | Duke                | Duke 3–0, UNC 2–1, WF 1–2, NCSU 0–3        | NC 29–7      | Duke 35–20 | NC 18–13     | Duke 31–0    | WF 20–7    | Duke 19–0    |
| 1954   | Duke                | Duke 3–0, UNC 2–1, WF 1–2, NCSU 0–3        | NC 20–6      | Duke 47–12 | NC 14–7      | Duke 21–7    | WF 26–0    | Duke 28–21   |
| 1955   | Duke                | Duke 3–0, WF 1–1–1, UNC 1–2, NCSU 0–2–1    | NC 25–18     | Duke 6–0   | WF 25–0      | Duke 33–7    | Nul 13–13  | Duke 14–0    |
| 1956   | Duke                | Duke 3–0, WF 1–1–1, NCSU 1–2, UNC 0–2–1,   | NCS 26–6     | Duke 21–6  | Nul 6–6      | Duke 42–0    | WF 13–0    | Duke 26–0    |
| 1957   | NC State            | NCS 2–0–1, UNC 2–1, Duke 1–1–1, WF 0–3     | NCS 7–0      | NC 21–13   | NC 14–7      | Nul 14–14    | NCS 19–0   | Duke 34–7    |
| 1958   | Duke                | Duke 3–0, UNC 1–2, Duke 1–2, WF 1–2        | NCS 21–14    | Duke 7–6   | NC 26–7      | Duke 20–13   | WF 13–7    | Duke 29–0    |
| 1959   | North Carolina      | NC 3–0, Duke 2–1, WF 1–2, NCSU 0–3         | NC 20–12     | NC 50–0    | NC 21–19     | Duke 17–15   | WF 17–14   | Duke 27–15   |
| 1960   | Duke†               | NCS 2–1, Duke 2–1, UNC 1–2, WF 1–2         | NCS 3–0      | NC 7–6     | WF 13–12     | Duke 17–13   | NCS 14–12  | Duke 34–7    |
| 1961   | Duke                | Duke 3–0, UNC 1–2, NCSU 1–2, WF 1–2        | NC 27–22     | Duke 6–3   | WF 17–14     | Duke 17–6    | NCS 7–0    | Duke 23–3    |
| 1962   | Duke                | Duke 3–0, NCSU 2–1, UNC 1–2, WF 0–3        | NCS 27–22    | Duke 16–14 | NC 23–14     | Duke 21–14   | NCS 27–3   | Duke 50–0    |
| 1963   | North Carolina      | NC 3–0, NCSU 2–1, Duke 1–2, WF 0–3         | NC 31–10     | NC 16–14   | NC 21–0      | NCS 21–7     | NCS 42–0   | Duke 39–7    |
| 1964   | North Carolina†     | NC 2–1, WF 2–1, NCSU 1–2, Duke 1–2         | NCS 14–13    | NC 21–15   | NC 23–0      | Duke 35–3    | WF 27–13   | WF 20–7      |
| 1965   | NC State†           | NCS 2–1, Duke 2–1, UNC 1–2, WF 1–2         | NC 10–7      | Duke 34–7  | WF 12–10     | NCS 21–0     | NCS 13–11  | Duke 40–7    |
| 1966   | NC State*           | NCS 2–1, Duke 1–1, WF 1–1, UNC 1–2         | NC 10–7      | Duke 41–25 | WF 3–0       | NCS 33–7     | NCS 15–12  | Pas de match |
| 1967   | NC State            | NCS 3–0, UNC 1–2, Duke 1–2, WF 1–2         | NCS 13–7     | NC 20–9    | WF 20–10     | NCS 28–7     | NCS 24–7   | Duke 31–13   |
| 1968   | NC State            | NCS 3–0, UNC 1–2, Duke 1–2, WF 1–2         | NCS 38–6     | NC 25–14   | WF 48–31     | NCS 17–15    | NCS 10–6   | Duke 18–3    |
| 1969   | Duke                | Duke 2–0–1, NCSU 1–1–1, UNC 1–2, WF 1–2    | NCS 10–3     | Duke 17–13 | NC 23–3      | Nul 25–25    | WF 22–21   | Duke 27–20   |
| 1970   | Wake Forest         | Wake 3–0, UNC 2–1, Duke 1–2, NCSU 0–3      | NC 19–0      | NC 59–34   | WF 14–13     | Duke 22–6    | WF 16–13   | WF 28–14     |
| 1971   | North Carolina      | NC 3–0, NCSU 1–2, Duke 1–2, WF 1–2         | NC 27–7      | NC 38–0    | NC 7–3       | Duke 41–13   | NCS 21–14  | WF 23–7      |
| 1972   | North Carolina      | NC 3–0, NCSU 2–1, WF 1–2, Duke 0–3         | NC 34–33     | NC 14–0    | NC 21–0      | NCS 17–0     | NCS 42–13  | WF 9–7       |
| 1973   | NC State            | NCS 3–0, Duke 1–1–1, UNC 1–2, WF 0–2–1     | NCS 28–26    | Duke 27–10 | NC 42–0      | NCS 21–3     | NCS 52–13  | Nul 7–7      |
| 1974   | North Carolina      | NC 3–0, NCSU 2–1, Duke 1–2, WF 0–3         | NC 33–14     | NC 14–13   | NC 31–0      | NCS 35–21    | NCS 33–15  | Duke 23–7    |
| 1975   | Wake Forest         | WF 2–1, Duke 1–0–2, NCSU 1–1–1, UNC 0–2–1  | NCS 21–20    | Nul 17–17  | WF 21–9      | Nul 21–21    | WF 30–22   | Duke 42–14   |
| 1976   | North Carolina†     | NC 2–1, WF 2–1, NCSU 1–2, Duke 1–2         | NCS 21–13    | NC 39–38   | NC 34–14     | Duke 28–14   | WF 20–18   | WF 38–17     |
| 1977   | North Carolina      | NC 3–0, NCSU 2–1, Duke 1–2, WF 0–3         | NC 27–14     | NC 16–3    | NC 24–3      | NCS 37–32    | NCS 41–14  | Duke 38–14   |
| 1978   | NC State            | NCS 3–0, UNC 2–1, Duke 1–2, WF 0–3         | NCS 34–7     | NC 16–15   | NC 34–29     | NCS 24–10    | NCS 34–10  | Duke 3–0     |
| 1979   | UNC, NCSU, WF       | NC 2–1, NCSU 2–1, WF 2–1, Duke 0–3         | NC 35–21     | NC 37–16   | WF 24–19     | NCS 28–7     | NCS 17–14  | WF 17–14     |
| 1980   | North Carolina      | NC 3–0, WF 2–1, NCSU 1–2, Duke 0–3         | NC 28–8      | NC 44–21   | NC 27–9      | NCS 38–21    | WF 27–7    | WF 27–24     |
| 1981   | North Carolina      | NC 3–0, Duke 2–1, NCSU 1–2, WF 0–3         | NC 21–10     | NC 31–10   | NC 48–10     | Duke 17–7    | NCS 28–3   | Duke 31–10   |
| 1982   | UNC, NCSU, Duke     | NC 2–1, NCSU 2–1, Duke 2–1, WF 0–3         | NC 41–9      | Duke 23–17 | NC 24–7      | NCS 21–16    | NCS 30–0   | Duke 46–26   |
| 1983   | North Carolina      | NC 3–0, Duke 2–1, NCSU 1–2, WF 0–3         | NC 42–14     | NC 34–27   | NC 30–10     | Duke 27–26   | NCS 38–15  | Duke 31–21   |
| 1984   | Wake Forest         | WF 3–0, UNC 2–1, Duke 1–2, NCSU 0–3        | NC 28–21     | NC 17–15   | WF 14–3      | Duke 16–13   | WF 24–15   | WF 20–16     |
| 1985   | Duke†               | NC 2–1, Duke 2–1, NCSU 1–2, WF 1–2         | NC 21–14     | Duke 23–21 | NC 34–14     | Duke 31–19   | NCS 20–17  | WF 27–7      |
| 1986   | NC State            | NCS 3–0, UNC 2–1, Duke 1–2, WF 0–3         | NCS 35–34    | NC 42–35   | NC 40–30     | NCS 29–15    | NCS 42–38  | Duke 38–36   |
| 1987   | Wake Forest         | WF 3–0, UNC 1–2, NCSU 1–2, Duke 1–2        | NC 17–14     | Duke 25–10 | WF 22–14     | NCS 47–45    | WF 21–3    | WF 30–27     |
| 1988   | NC State            | NCS 2–0–1, WF 2–1, Duke 1–1–1, UNC 0–3     | NCS 48–3     | Duke 35–29 | WF 42–24     | Nul 43–43    | NCS 14–6   | WF 35–16     |
| 1989   | Duke                | Duke 3–0, NCSU 2–1, WF 1–2, UNC 0–3        | NCS 40–6     | Duke 41–0  | WF 17–16     | Duke 35–26   | NCS 27–17  | Duke 52–35   |
| 1990   | NC State            | NCS 3–0, UNC 2–1, Duke 1–2, WF 0–3         | NCS 12–9     | NC 24–22   | NC 31–24     | NCS 16–0     | NCS 20–15  | Duke 57–20   |
| 1991   | NC State            | NCS 3–0, UNC 2–1, WF 1–2, Duke 0–3         | NCS 24–7     | NC 47–14   | NC 24–10     | NCS 32–31    | NCS 30–3   | WF 31–14     |
| 1992   | NC State            | NCS 3–0, UNC 2–1, WF 1–2, Duke 0–3         | NCS 27–20    | NC 31–28   | NC 35–17     | NCS 45–27    | NCS 42–14  | WF 28–14     |
| 1993   | North Carolina      | NC 3–0, Duke 2–1, NCSU 1–2, WF 0–3         | NC 35–14     | NC 38–24   | NC 45–35     | Duke 21–20   | NCS 34–16  | Duke 21–13   |
| 1994   | North Carolina      | NC 3–0, Duke 2–1, NCSU 1–2, WF 0–3         | NC 31–17     | NC 41–40   | NC 50–0      | NCS 24–23    | NCS 31–3   | Duke 51–26   |
| 1995   | North Carolina      | NC 3–0, NCSU 2–1, Duke 1–2, WF 0–3         | NC 30–28     | NC 28–24   | NC 31–7      | NCS 24–23    | NCS 41–38  | Duke 42–26   |
| 1996   | North Carolina      | NC 3–0, NCSU 2–1, WF 1–2, Duke 0–3         | NC 52–20     | NC 27–10   | NC 45–6      | NCS 44–22    | NCS 37–22  | WF 17–16     |
| 1997   | North Carolina      | NC 3–0, WF 2–1, NCSU 1–2, Duke 0–3         | NC 20–7      | NC 50–14   | NC 30–12     | NCS 45–14    | WF 19–18   | WF 38–24     |
| 1998   | North Carolina      | NC 3–0, NCSU 2–1, Duke 1–2, WF 0–3         | NC 37–34     | NC 28–6    | NC 38–31     | NCS 27–24    | NCS 38–27  | Duke 19–16   |
| 1999   | Wake Forest†        | NC 2–1, WF 2–1, NCSU 1–2, Duke 1–2         | NC 10–6      | NC 38–0    | WF 19–3      | NCS 31–24    | WF 31–7    | Duke 48–35   |
| 2000   | NC State            | NCS 3–0, UNC 2–1, WF 1–2, Duke 0–3         | NCS 38–20    | NC 59–21   | NC 35–14     | NCS 35–31    | NCS 32–14  | WF 28–26     |
| 2001   | UNC, NCSU, WF       | NC 2–1, NCSU 2–1, WF 2–1, Duke 0–3         | NC 17–9      | NC 52–17   | WF 32–31     | NCS 55–31    | NCS 17–14  | WF 42–35     |
| 2002   | NC State            | NCS 3–0, WF 2–1, UNC 1–2, Duke 0–3         | NCS 34–17    | NC 23–21   | WF 31–0      | NCS 24–22    | NCS 32–13  | WF 36–10     |
| 2003   | Wake Forest†        | NCS 2–1, WF 2–1, UNC 1–2, Duke 1–2         | NCS 47–34    | Duke 30–22 | NC 42–34     | NCS 28–21    | WF 38–24   | WF 42–13     |
| 2004   | North Carolina*     | NC 3–0, NCSU 1–1, WF 1–2, Duke 0–2         | NC 30–24     | NC 40–17   | NC 31–24     | Pas de match | NCS 27PR21 | WF 34–22     |
| 2005   | UNC, WF*            | NC 2–0, WF 2–0, NCSU 0–2, Duke 0–2         | NC 31–24     | NC 24–21   | Pas de match | Pas de match | WF 27–19   | WF 44–6      |
| 2006   | Wake Forest*        | WF 3–0, UNC 2–1, NCSU 0–2, Duke 0–2        | NC 23–9      | NC 45–44   | WF 24–17     | Pas de match | WF 25–23   | WF 14–13     |
| 2007   | Wake Forest*        | WF 3–0, NCSU 1–1, UNC 1–2, Duke 0–2        | NCS 31–27    | NC 20–14   | WF 37–10     | Pas de match | WF 38–18   | WF 41–36     |
| 2008   | NC State*           | NCS 3–0, UNC 1–1, WF 1–1, Duke 0–3         | NCS 41–10    | NC 28–20   | Pas de match | NCS 27–17    | NCS 21–17  | WF 33–30     |
| 2009   | Wake Forest*        | WF 2–0, UNC 1–1, NCSU 1–2, Duke 1–2        | NCS 29–27    | NC 19–6    | Pas de match | Duke 49–28   | WF 30–24   | WF 45–34     |
| 2010   | NC State*           | NCS 2–0, UNC 1–1, WF 1–1, Duke 0–2         | NCS 29–25    | NC 24–19   | Pas de match | Pas de match | NCS 38–3   | WF 54–48     |
| 2011   | North Carolina†*    | NC 2–1, WF 2–1, NCSU 1–1, Duke 0–2         | NCS 13–0     | NC 37–21   | NC 49–24     | Pas de match | WF 34–27   | WF 24–23     |
| 2012   | Duke*               | Duke 2–0, NCSU 1–1, WF 1–2, UNC 1–2        | NC 43–35     | Duke 33–30 | WF 28–27     | Pas de match | NCS 37–6   | Duke 34–27   |
| 2013   | Duke*               | Duke 3–0, UNC 1–1, WF 1–1, NCSU 0–3        | NC 27–19     | Duke 27–25 | Pas de match | Duke 38–20   | WF 28–13   | Duke 28–21   |
| 2014   | NC State*           | NCS 2–0, Duke 1–1, UNC 1–1, WF 0–2         | NCS 35–7     | NC 45–20   | Pas de match | Pas de match | NCS 42–13  | Duke 41–21   |
| 2015   | North Carolina*     | NC 3–0, NCSU 1–1, Duke 1–1, WF 0–3         | NC 45–35     | NC 66–33   | NC 50–14     | Pas de match | NCS 35–17  | Duke 27–21   |
| 2016   | NC State*           | NCS 2–0, WF 1–1, Duke 1–1, UNC 0–2         | NCS 28–21    | Duke 28–27 | Pas de match | Pas de match | NCS 33–16  | WF 24–14     |
| 2017   | Duke*               | Duke 2–0, NCSU 1–1, WF 1–1, UNC 0–2        | NCS 34PR28   | Duke 27–17 | Pas de match | Pas de match | WF 27–23   | Duke 31–23   |
| 2018   | Wake Forest*        | WF 2–0, NCSU 1–1, Duke 1–1, UNC 0–2        | NCS 33–21    | Duke 45–35 | Pas de match | Pas de match | WF 30–24   | WF 59–7      |
| 2019   | Wake Forest*        | WF 3–0, UNC 2–1, NCSU 0–2, Duke 0–2        | NC 41–10     | NC 20–17   | WF 24–18     | Pas de match | WF 44–10   | WF 39–27     |
| 2020   | North Carolina*     | NC 3–0, NCSU 2–1, Duke 0–2, WF 0–2         | NC 48–21     | NC 56–24   | NC 59–53*    | NCS 31–20    | NCS 45–42  | Annulé       |
| 2021   | North Carolina†*    | NC 2–1, WF 2–1, NCSU 1–1, Duke 0–2         | NCS 34–30    | NC 38–7    | NC 58–55     | Pas de match | WF 45–42   | WF 45–7      |
| 2022   | NC State*           | NCS 2–0, UNC 2–1, Duke 1–1, WF 0–3         | NCS 302PR27  | NC 38–35   | NC 36–34     | Pas de match | NCS 30–21  | Duke 34–31   |
| 2023   | Duke†*              | Duke 2–1, NCSU 2–1, UNC 1–1, WF 0–2        | NCS 39–20    | NC 472PR45 | Pas de match | Duke 24–3    | NCS 26–6   | Duke 24–21   |
| 2024   | Duke                | Duke 1–0, WF 1–0, UNC 0–1, NCSU 0–1        | NCS 35–30    | Duke 21–20 | NC 31–24     | Duke 29–19   | WF 34–30   | Duke 23–17   |

Notes :
* Saison où les équipes ne se sont pas toutes rencontrées.
† En cas d'égalité, le vainqueur est celui qui a remporté le face-à-face.
PR Match joué en prolongation (2PR = deux prolongations)
| Universités    | Titres | Titres | Titres partagés | Titres partagés                                        |
| -------------- | ------ | --- | --------------- | ------------------------------------------------------ |
| Universités    | Nb.    | Saison | Nb.             | Saison                                                 |
| North Carolina | 31     | 1928, 1929, 1930, 1931, 1934, 1937, 1947†, 1948, 1949, 1959, 1963, 1964†, 1971, 1972, 1976†, 1977, 1980, 1981, 1983, 1993, 1994, 1995, 1996, 1997, 1998, 2004*, 2011†*, 2015*, 2020, 2021†* | 9               | 1925, 1926, 1940, 1942, 1946*, 1979, 1982, 2001, 2005* |
| Duke           | 27     | 1932, 1933, 1935, 1936, 1938, 1939, 1943*, 1944†*, 1945*, 1952*, 1953, 1954, 1955, 1956, 1958, 1960†, 1961, 1962, 1969, 1985†, 1989, 2012*, 2013*, 2017*, 2023†*, 2024                      | 3               | 1940, 1942, 1982                                       |
| NC State       | 20     | 1927, 1957, 1965†, 1966*, 1967, 1968, 1973, 1978, 1986, 1988, 1990, 1991, 1992, 2000, 2002, 2008*, 2010*, 2014*, 2016*, 2022*                                                               | 7               | 1925, 1926, 1942, 1946*, 1979, 1982, 2001              |
| Wake Forest    | 14     | 1924, 1950, 1951, 1970, 1975, 1984, 1987, 1999†, 2003†, 2006*, 2007*, 2009*, 2018*, 2019*                                                                                                   | 7               | 1925, 1926, 1940, 1942, 1979, 2001, 2005*              |

## Articles annexes
- Liste des matchs de rivalité en football américain universitaire de la NCAA
- Rivalité Duke–North Carolina (en)
- Rivalité North Carolina–NC State (en)
- NC State–Wake Forest (en)
- North Carolina–Wake Forest (en)